# Askham Bryan
Askham Bryan is een civil parish in het bestuurlijke gebied City of York, in het Engelse graafschap North Yorkshire.